# Joseph W. Dauben
Joseph Warren Dauben (* 29. Dezember 1944 in Santa Monica, Kalifornien) ist ein US-amerikanischer Wissenschafts- und  Mathematikhistoriker.

## Leben und Wirken
Dauben studierte am Claremont McKenna College (Bachelorabschluss) und der Harvard University, wo er 1972 bei Dirk Struik promoviert wurde (The early development of Cantorian Set Theory) und wo er 1967 bis 1972 Tutor war. 
Ab 1972 war er Assistant Professor, ab 1977 Associate Professor und ab 1981 Professor am Lehman College der City University of New York (und Mitglied des Ph.D. Programms des Graduate Center der CUNY im Bereich Geschichte). 
Er war außerdem Gastprofessor an der New York University (1989–1993), dem Oberlin College (1980), der Columbia University (1979–1980, 1982–1985), der Tsinghua-Universität (1991) und der Shi-Fan-Universität (1995) in Taiwan, am Institut für Wissenschaftsgeschichte der chinesischen Akademie der Wissenschaften in Peking (wo er seit 2002 Ehrenprofessor ist) und er war 1977/78 Mitglied des Institute for Advanced Study. Er war zehn Jahre lang ab 1978 Herausgeber der Historia Mathematica und Vorsitzender der International Commission for the History of Mathematics. 1997 bis 1999 war er Vorsitzender der Sektion Wissenschaftsphilosophie und -geschichte der New York Academy of Sciences, deren Mitglied er ist. Er war auch Gastprofessor für Geschichte der Botanik beim New Yorker Botanischen Garten. Er ist seit 2001 Mitglied der Leopoldina. 1986 wurde er Outstanding Teacher of the Year am Lehman College. Er war Guggenheim Fellow.
Er beschäftigte sich u. a. mit Georg Cantor, Charles S. Peirce und Abraham Robinson und mit chinesischer Wissenschaftsgeschichte.
1998 war er Invited Speaker auf dem Internationalen Mathematikerkongress in Berlin (Marx, Mao and Mathematics: the politics of infinitesimals). 2012 erhielt er den Albert Leon Whiteman Preis der AMS.

## Schriften
- Chinese Mathematics. In: Victor Katz (Hrsg.) The Mathematics of Egypt, Mesopotamia, China, India and Islam. A Sourcebook. Princeton University Press, Princeton NJ u. a. 2007, ISBN 978-0-691-11485-9, S. 187–384.
- als Herausgeber mit Christoph Scriba: Writing the history of mathematics. Its historical Development (= Science Networks, historical Studies. Bd. 27). Birkhäuser, Basel u. a. 2002, ISBN 3-7643-6167-0.
- Abraham Robinson. The Creation of Nonstandard Analysis. A Personal and Mathematical Odyssey. Princeton University Press, Princeton NJ 1995, ISBN 0-691-03745-0.
- Georg Cantor. His Mathematics and Philosophy of the Infinite. Harvard University Press, Cambridge MA u. a. 1979, ISBN 0-674-34871-0 (Auch: Princeton University Press, Princeton NJ 1990, ISBN 0-691-08583-8).
- The development of Cantorian set theory. In: Ivor Grattan-Guinness (Hrsg.): From the Calculus to Set Theory. 1630–1910. An Introductory History. Duckworths, London 1980, ISBN 0-7156-1295-6, S. 181–219.